# Du lịch Đài Loan

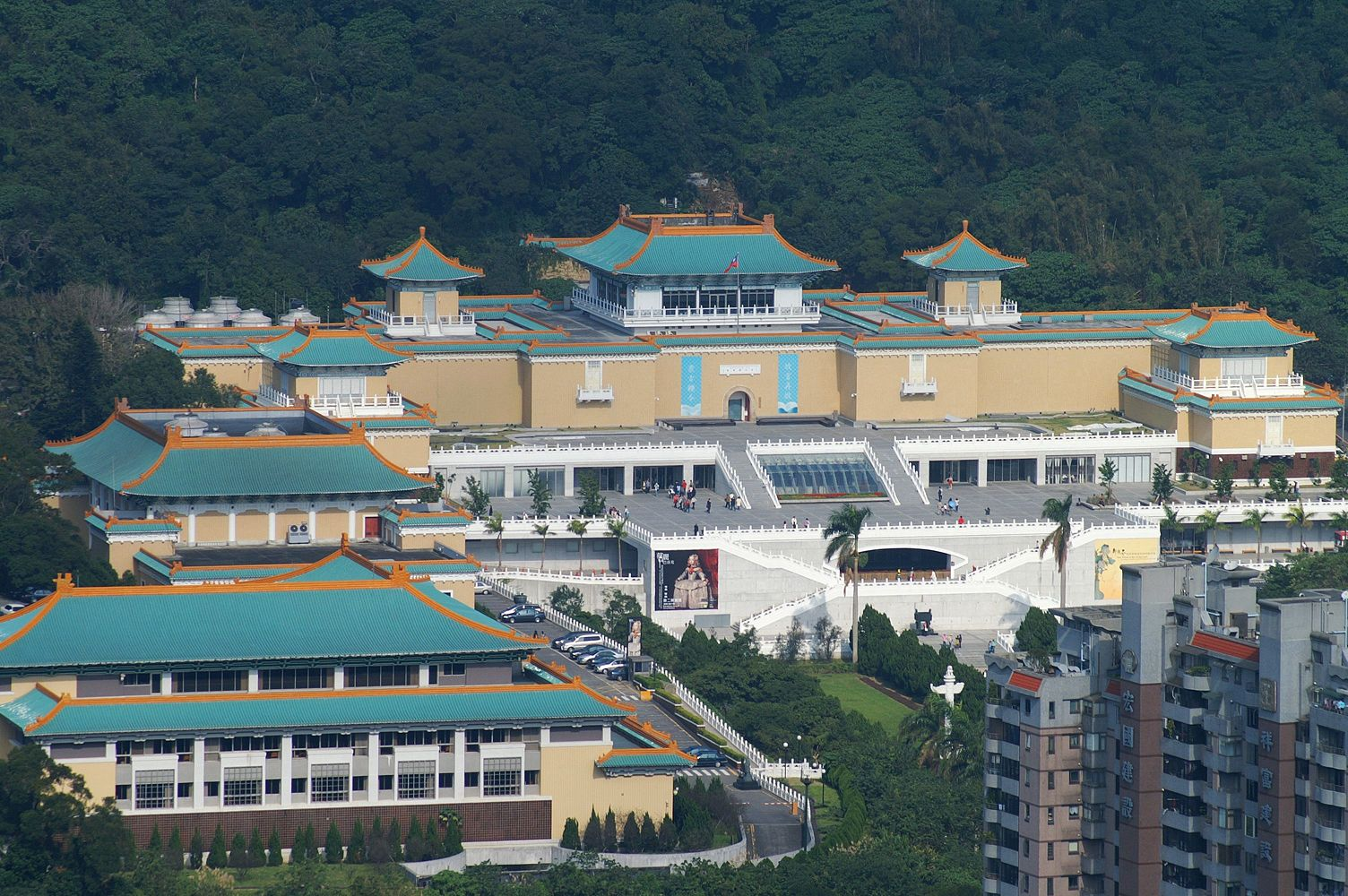
Bảo tàng Cố cung Quốc gia tại Đài Bắc

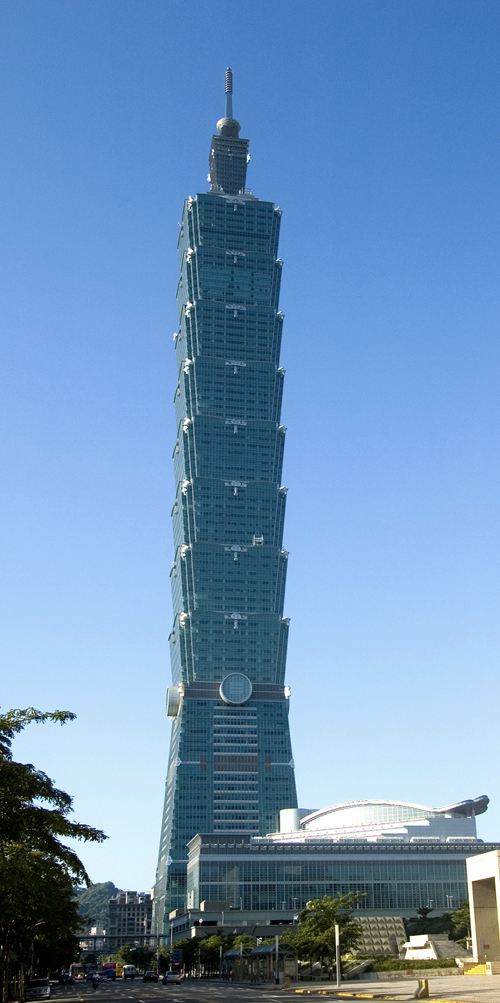
Tòa nhà Đài Bắc 101 tại Đài Bắc

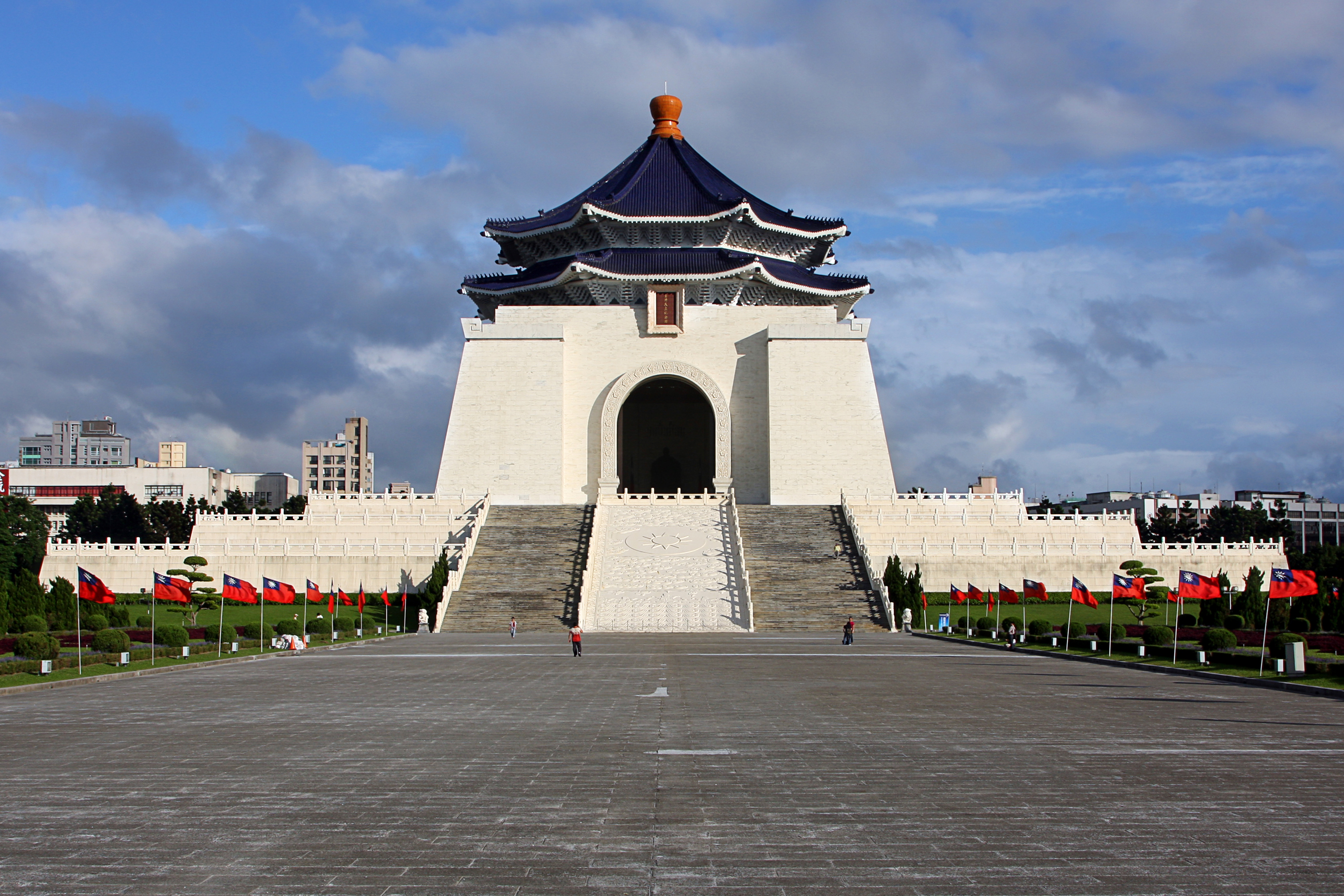
Đài Tưởng niệm Tưởng Giới Thạch tại Đài Bắc

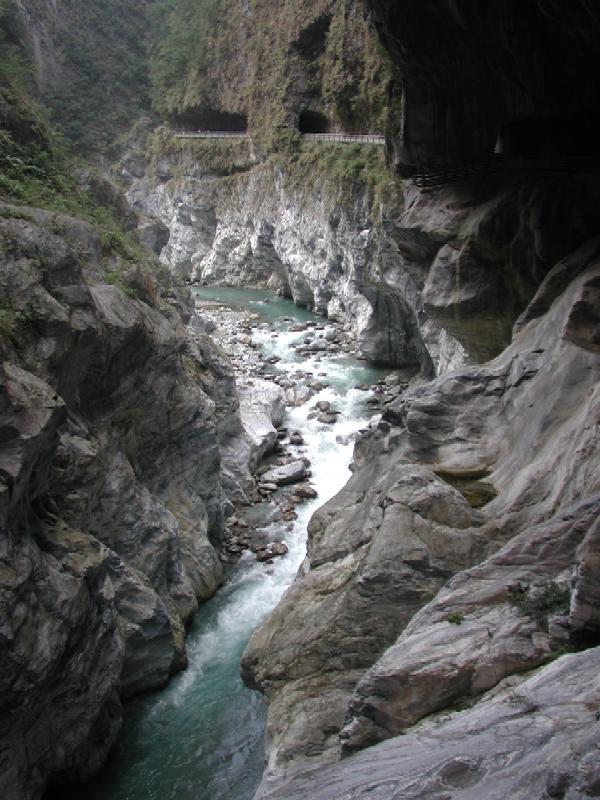
Vị trí Vườn quốc gia Thái Lỗ Các tại thành phố Hoa Liên

Du lịch Đài Loan là một trong những ngành công nghiệp chủ đạo và đóng góp lớn cho nền kinh tế của Đài Loan. Năm 2015, Đài Loan đón nhận khoảng 10 triệu du khách quốc tế. Hoạt động du lịch do Cục du lịch trực thuộc Bộ Giao thông Đài Loan quản lý.

## Thống kê khách du lịch

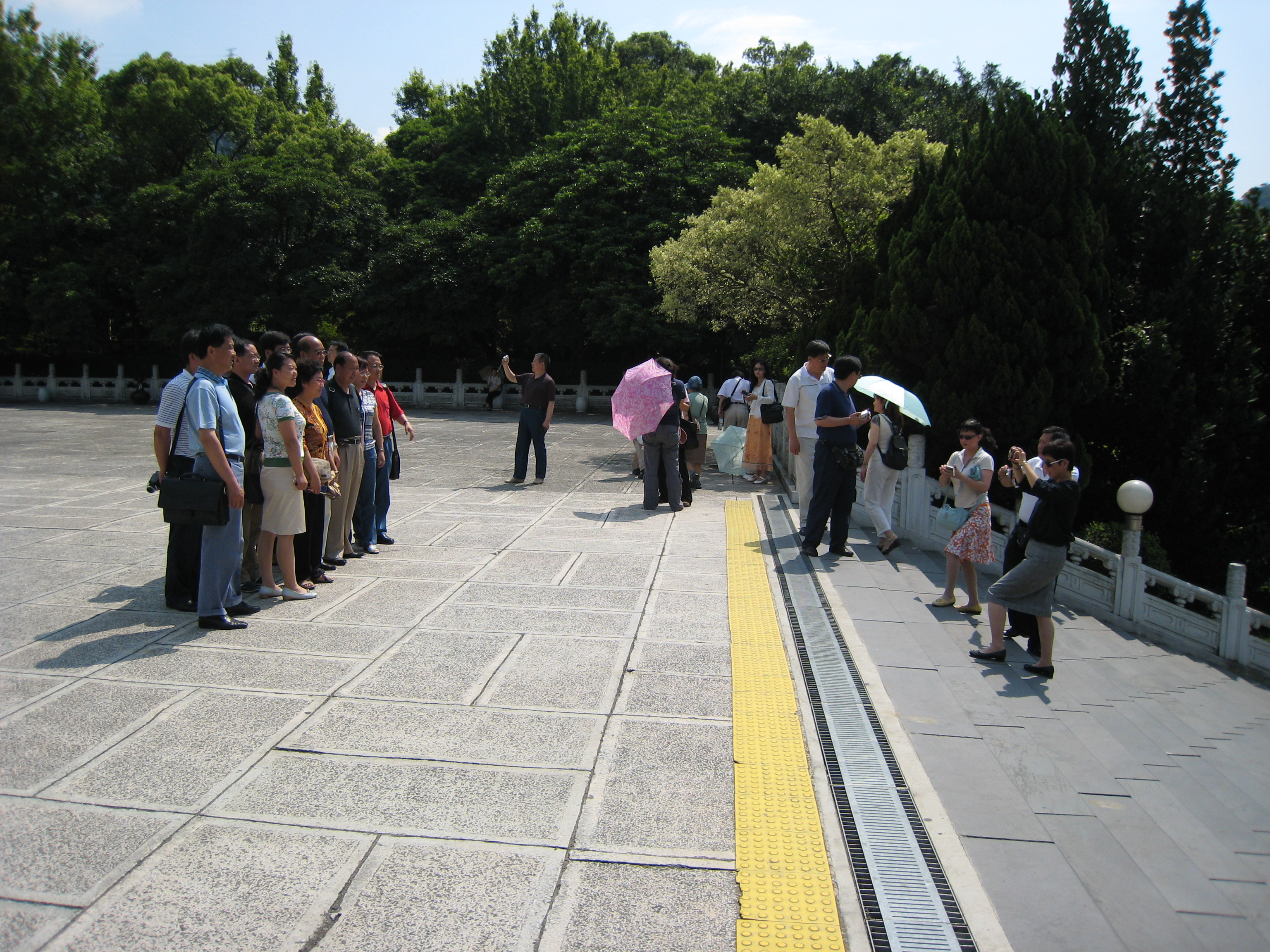
Du khách Trung Quốc đại lục tại Đài Loan

### Du khách quốc tế tại Đài Loan

Thị phần khách du lịch tới Đài Loan năm 2017 theo quốc tịch

Top 12 quốc gia có số lượng du khách đến Đài Loan lớn nhất chỉ với mục đích du lịch (thư giãn) là:
| Xếp thứ                     | Quốc gia / Vùng lãnh thổ | 2016      |
| --------------------------- | ------------------------ | --------- |
| 1                           | Trung Quốc               | 2.845.547 |
| 2                           | Hồng Kông và Ma Cao      | 1.397.233 |
| 3                           | Nhật Bản                 | 1.379.233 |
| 4                           | Hàn Quốc                 | 693.224   |
| 5                           | Malaysia                 | 339.710   |
| 6                           | Singapore                | 292.240   |
| 7                           | Hoa Kỳ                   | 166.044   |
| 8                           | Thái Lan                 | 110.116   |
| 9                           | Canada                   | 54.987    |
| 10                          | Philippines              | 48.198    |
| 11                          | Việt Nam                 | 36.839    |
| 12                          | Indonesia                | 32.868    |
| Nguồn: Cục du lịch Đài Loan |                          |           |

Top 12 quốc gia có số lượng du khách đến Đài Loan lớn nhất với mọi mục đích là:
| Xếp thứ                     | Quốc gia / Vùng lãnh thổ | 2017       | 2016       | 2015       | 2014      | 2013      |
| --------------------------- | ------------------------ | ---------- | ---------- | ---------- | --------- | --------- |
| 1                           | Trung Quốc               | 2.732.549  | 3.511.734  | 4.184.102  | 3.987.152 | 2.874.702 |
| 2                           | Nhật Bản                 | 1.898.854  | 1.895.702  | 1.627.229  | 1.634.790 | 1.421.550 |
| 3                           | Hồng Kông và Ma Cao      | 1.692.063  | 1.614.803  | 1.513.597  | 1.375.770 | 1.183.342 |
| 4                           | Hàn Quốc                 | 1.054.708  | 884.397    | 658.757    | 527.684   | 351.301   |
| 5                           | Hoa Kỳ                   | 561.365    | 523.888    | 479.452    | 458.691   | 414.060   |
| 6                           | Malaysia                 | 528.019    | 474.420    | 431.481    | 439.240   | 394.326   |
| 7                           | Singapore                | 425.577    | 407.267    | 393.037    | 376.235   | 364.733   |
| 8                           | Việt Nam                 | 383.329    | 196.636    | 146.380    | 137.177   | 118.467   |
| 9                           | Thái Lan                 | 292.534    | 195.640    | 124.409    | 104.812   | 104.138   |
| 10                          | Philippines              | 290.784    | 172.475    | 139.217    | 136.978   | 99.698    |
| 11                          | Indonesia                | 189.631    | 188.720    | 177.743    | 182.704   | 171.299   |
| 12                          | Canada                   | 117.687    | 106.197    | 90.666     | 88.601    | 72.693    |
|                             | Tổng cộng                | 10.739.601 | 10.690.279 | 10.439.785 | 9.910.204 | 8.016.280 |
| Nguồn: Cục du lịch Đài Loan |                          |            |            |            |           |           |

Tổng số lượt du khách đến Đài Loan năm 2016 là 10,7 triệu người.

## Các loại hình du lịch
Du lịch Đài Loan (hay Trung Hoa Dân Quốc) được giới hạn trong các mục đích như: kinh doanh, thư giãn, thăm họ hàng, dự hội thảo/hội nghị, nghiên cứu học tập, trưng bày triển lãm, chữa bệnh và các hoạt động khác.
Một điều đáng lưu ý là luôn có sự tăng vọt số lượng khách du lịch xung quanh thời gian bầu cử ở Đài Loan, đặc biệt là du khách đến từ Cộng hòa Nhân dân Trung Hoa (tức Trung Quốc đại lục) vì ở đó vốn dĩ không có bầu cử dân chủ. Tuy nhiên, khách du lịch Trung Quốc đã suy giảm đáng kể, kể từ khi Tổng thống Thái Anh Văn lên nắm quyền vào năm 2016. Bà Thái là thành viên của Đảng Dân chủ Tiến bộ vốn ủng hộ "nền độc lập của Đài Loan", điều mà giới chức cộng sản Trung Quốc vô cùng phản đối vì họ đưa ra yêu sách khẳng định Đài Loan là một phần của Cộng hòa Nhân dân Trung Hoa. Do vậy, chính phủ Trung Quốc đã hạn chế số lượng thị thực du lịch tới Đài Loan. Năm 2023, để thu hút du lịch, Đài Loan đã tổ chức chương trình "Ở một đêm ở phủ tổng thống Đài Loan" để kích cầu giới thiệu du lịch Đài Loan đến người nước ngoài 

## Du lịch nội địa
Năm 2015, 87% số người Đài Loan đã đi du lịch trong nước, trong đó Vườn quốc gia Khẩn Đinh trở thành điểm đến được yêu thích nhất. Họ dành trung bình 9.323 Đài tệ theo đầu người cho mỗi chuyến đi, vốn chủ yếu là chi tiêu cho tiện nghi ăn ở.

## Doanh thu du lịch
Thu nhập thường niên năm 2013 của Đài Loan đến từ các ngành liên quan đến du lịch đã đạt đỉnh ở mức 366,8 tỷ Đài tệ (tức 12,3 tỷ USD), tăng 4,7% so với năm trước. Mức chi tiêu trung bình hàng ngày của mỗi du khách năm 2013 là 224,07 USD, giảm 4,37% so với năm trước.
Năm 2015, tổng doanh thu từ ngành du lịch lên tới 14,39 tỷ USD, với mức chi tiêu trung bình hàng ngày của mỗi du khách là 208 USD.

## Thời gian lưu trú
Năm 2015, trung bình khoảng thời gian lưu trú đối với mỗi du khách đến Đài Loan là 6,63 đêm.